# جاين عراف
جاين عراف هي صحفية كندية تعمل مراسلة في العراق لبرنامج «أمريكا تونايت» في الجزيرة أمريكا ولكريستشيان ساينس مونيتور. عملت قبل ذلك مراسلة في الجزيرة الإنجليزية تغطى الشرق الأوسط. وعملت قبل ذلك في سي إن إن مراسلة ومديرة مكتبها في بغداد.

## النشأة والمسيرة المهنية
عملت جاين عراف مديرة مكتب سي إن إن في بغداد ومراسلة كريستشين ساينس مونيتور.